# Charles Boxton
Charles Boxton (contea di Shasta, 24 aprile 1860 – Redwood City, 29 agosto 1927) è stato un politico statunitense, 27° sindaco di San Francisco.